# Evangelická církev
Evangelická církev je obecné označení luterských, kalvínských (reformovaných) a metodistických církví. Tímto názvem uvedené církve zdůrazňují, že konečnou autoritou je pro ně evangelium, jakožto podstatné učení Bible (zásada sola scriptura). Právně byl pojem evangelík použit roku 1653 při označení všech luterských a reformovaných říšských stavů (Corpus evangelicorum).
Evangelické církve se někdy ztotožňují s protestantskými církvemi. Pojem protestantství či protestantismus je však většinou chápán jako širší než pojem evangelictví.
V Česku se někdy používá pojmu Evangelická církev jako zkráceného názvu Českobratrské církve evangelické či Slezské církve evangelické augsburského vyznání.